# Герпетофобия
Герпетофобия (от др.-греч. ἑρπετόν — «пресмыкающееся» и φόβος — «страх») — один из видов зоофобии, боязнь пресмыкающихся (исключительно ящериц и змей), случаи подобной фобии можно наблюдать довольно часто.
У людей, страдающих герпетофобией, сила страха может существенно отличаться. При виде змеи один человек может ощущать легкий дискомфорт. Другой человек, оказавшись в подобной ситуации, может ощущать панический страх, который будет его полностью сковывать. Стоит отметить, что в некоторых случаях фотоснимок или рисунок змеи (ящерицы) вызывает страх сильнее, нежели при физическом контакте.

## Причины
Многие относят герпетофобию к разновидности так называемых эволюционных фобий. Наши предки всегда старались избегать ядовитых змей. Со временем подобная осторожность могла развиться в иную форму — страх при виде любой змеи (или напоминающей её формой тела и манерой передвижения ящерицы).
В детстве фактически для каждого ребёнка главными авторитетами являются его родители. Когда родитель при виде змеи реагирует сильным или паническим страхом, ребёнок может запомнить их реакцию и, вырастая, может начать реагировать на змей или ящериц так же, как это делали его родители.
Порой в развитии данной фобии важную роль занимает природа пресмыкающихся. Все змеи и ящерицы умеют отлично маскироваться, бесшумно двигаться, проникать в самые труднодоступные места. А змеи к тому же хорошо плавают. В основном человек замечает змею, когда она находится на близком расстоянии. Данная неожиданность обычно начинается с сильного испуга. В такой ситуации сложно без соответствующей реакции быстро оценить — ядовитая змея или нет. Со временем это может стать привычкой.
Для многих культур герпетофобия традиционна и подпитывается суевериями. Так, жители Средней Азии традиционно считают всех змей ядовитыми и очень их боятся.

## Лечение
Иногда множественные контакты с неядовитыми змеями и ящерицами позволяют быстро и эффектно избавиться от данного страха. Человек, страдающий герпетофобией, должен иметь позитивный опыт «общения» со змеей или ящерицей.
Когнитивно-поведенческая психотерапия — это один из самых действенных способов лечения фобий. Часто используется метод систематической десенсибилизации, который позволяет успешно бороться с чувством страха. Во время систематической десенсибилизации пациент учится максимально расслабляться, а также использовать данный метод на практике.

## Реальная опасность змей и ящериц
На территории России существует небольшое количество ядовитых змей, которые представляют серьёзную угрозу жизни человека. К тому же стоит помнить, что змеи не атакуют людей без причины. Змея может атаковать человека только в случае, если чувствует угрозу для себя или для своего потомства. Поэтому в большинстве случаев агрессия змей оправдана. С ящерицами всё обстоит гораздо проще, опыт контактирования с ними редко наносит вред человеческому организму.